# Sclerolobium striatum
Sclerolobium striatum é uma espécie vegetal da família Fabaceae.
Apenas pode ser encontrada no Brasil.